# (30837) Steinheil
(30837) Steinheil (1991 AW2) – planetoida z pasa głównego asteroid okrążająca Słońce w ciągu 5,54 lat w średniej odległości 3,13 j.a. Została odkryta 15 stycznia 1991 roku.